# Vincenzellus ruficollis
Vincenzellus ruficollis là một loài bọ cánh cứng trong họ Salpingidae. Loài này được Panzer miêu tả khoa học năm 1794.